# فرودگاه راندا

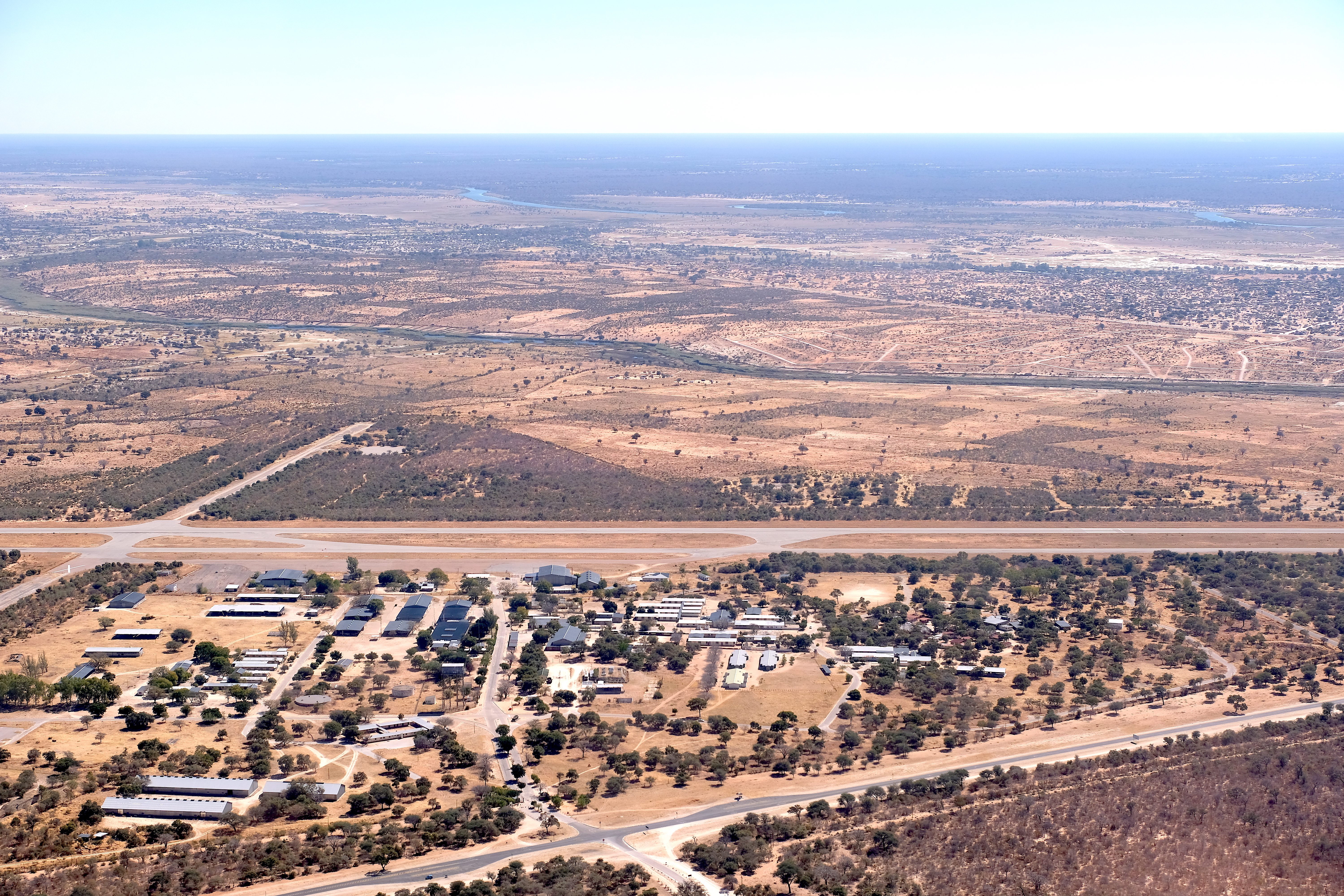
نمایی از فرودگاه راندا در سال ۲۰۱۸

فرودگاه راندا (به انگلیسی: Rundu Airport) یک فرودگاه همگانی با کد یاتا NDU است که یک باند فرود آسفالت دارد و طول باند آن ۳۳۵۴ متر است. این فرودگاه در کشور نامیبیا قرار دارد و در ارتفاع ۱۱۰۶ متری از سطح دریا واقع شده است.

## شرکت‌های هواپیمایی و مقصدهای پروازی
| شرکت‌های هواپیمایی | مقصدهای پروازی      |
| ----------------- | ------------------- |
| ایر نامیبیا       | کاتیما مولیلو، اروس |